# Diskoteka Avarija
I Diskoteka Avarija (in russo Дискотека "Авария"?) sono un gruppo musicale russo originario di Ivanovo e attivo dal 1990. Anche se hanno conosciuto un moderato successo in Russia negli anni '90, sono considerati pionieri della musica house in quel paese, dal momento che il genere è iniziato solo nel 2000. Dopo la morte di Zhukov nel 2002, il trio ha perso lentamente la popolarità, e si sono orientati in un movimento di Elettropop.
Nell'ambito degli MTV Europe Music Awards 2002 hanno vinto il premio come miglior artista russo.

## Formazione
Attuale
- Aleksey Olegovich Ryzhov (Алексей Олегович Рыжов) - musica, DJ, voce occasionale
- Aleksey Borisovich Serov (Алексей Борисович Серов) - rap (dal 1997)

Ex componenti
- Oleg Yevgenyevich Zhukov (Олег Евгеньевич Жуков) - rap (1997-2002; deceduto nel 2002)
- Nikolay Stagoranovich Timofeev (Николай Стагоранович Тимофеев) - voce (1990-2012)
- Anna Nikolaevna Hohlova (Анна Николаевна Хохлова) - voce (2012-2020)

## Discografia

### Album
- 1997 – Tantsuy so mnoy
- 1999 – Pesnja pro tebja i menja
- 1999 – Maraton
- 2000 – "Avarija" protiv!
- 2000 – Vse chity: "Avarija" protiv!
- 2001 – Man'jaki
- 2002 – X.X.X.I.R.N.R.
- 2003 – Nebo
- 2006 – Cetvero parnej
- 2008 – MP3
- 2009 – The Best
- 2011 – Nedetskoe vremja

### Singoli
- 1992: Суровый рэп (Severe Rap) (versione 1)
- 1995: Малинки (Malinki) (versione 1)
- 1996: Начни и Кончи (Start and Finish) (versione 1)
- 1996: Пей Пиво (Drink Beer) (versione 1)
- 1997: Малиновый лес (Raspberry Forest)
- 1998: Давай, "Авария" (Come on, "Avarija")
- 1998: Ты Кинула (You Threw It)
- 1999: Пей Пиво (Drink Beer) (versione 2)
- 1999: Новогодняя (New Year)
- 2000: Некуда деваться (Nowhere to go)
- 2000: Влечение (Appetence)
- 2001: Заколебал ты! (You've got me bugged!)
- 2001: На острие атаки (At the point of attack)
- 2001: Начни и Кончи (Start and Finish) (versione 2)
- 2001: Яйца (The Eggs)
- 2002: Disco Superstar
- 2002: Х.Х.Х.И.Р.Н.Р. (H.H.H.&R.N.R)
- 2003: Небо (The Sky)
- 2003: Небо ремикс (The Sky - remix)
- 2004: Суровый рэп (Severe Rap) (versione 2)
- 2005: Если хочешь остаться (If you want to stay)
- 2005: Песенка разбойников (Thieves' Song)
- 2006: Опа (Opa)
- 2006: Малинки (Malinki) (con Jeanna Friske, versione 2)
- 2007: Зло (The Evil)
- 2007: Серенада (Serenade)
- 2008: Паша face-control (Pasha face-control)
- 2008: Отцы (The Fathers)
- 2009: Отцы (The Fathers) - Dj Leonid Rudenko remix
- 2009: Планета Любовь (Planet Love)
- 2009: Модный танец Арам Зам Зам (Fashion Dance called Aram Zam Zam)
- 2010: Лето всегда (Summer Forever) (con Vera Brezhneva & Anastasia Zadorozhnaya)
- 2010: ЧП (ChP)
- 2011: Нано-Техно (Nano-Techno)
- 2011: Прогноз погоды (Weather forecast) (con Christina Orbakaite)
- 2012: Карнавал (Carnival) (con Dzhigan and Vika Krutaya)
- 2012: Лабиринт (Labyrinth) (con Batishta)
- 2012: Вечер (The Evening)
- 2013: Ноги-Ноги (Legs and Legs)
- 2014: В тишине (In the silence)
- 2014: #LikeMe
- 2024: Потерявший (Lost)